# Pavlovce (okres Rimavská Sobota)
Pavlovce je obec na Slovensku v okrese Rimavská Sobota v Banskobystrickém kraji. V roce 2019 zde žilo 404 obyvatel.

## Historie
Ves vznikla oddělením od Rimavských Janovcí. První písemná zmínka o vsi pochází z roku 1431. Majiteli vesnice byl rod Jánossyovců. V roce 1556 ves zpustošili Turci a do roku 1683 jim obyvatelé platili poplatky, kdy byla ves vyplundrována polskými vojsky. Do roku 1730 byla vesnice pustá. V roce 1773 ve vsi žilo 21 rodin, v roce 1828 měla obec 41 domů s 345 obyvateli, kteří se živili zemědělstvím. V letech 1938 až 1944 byla obec připojena k Maďarsku.

## Geografie
Obec se nachází v regionu Gemer v Rimavské kotlině. Centrum vsi je vzdáleno sedm kilometrů jihovýchodně od Rimavské Soboty a leží v nadmořské výšce 188 m n. m. Okrajem obce protéká řeka Rimava.

## Geologie
Pavlovce se rozkládají na říční nivě Rimavy. Podkladové horniny jsou slíny, jílovce a pískovce, které jsou pokryty říčními usazeninami a sprašovými hlínami. Je zde nivní a lužní půdy a hnědozemě.

## Obyvatelstvo
Podle sčítání lidu v roce 2011 v obci Pavlovce žilo 379 obyvatel, z toho se 293 hlásilo k maďarské národnosti, 48 ke slovenské národnosti a 26 k romské národnosti. Dvanáct obyvatel svoji národnost neuvedlo. 270 obyvatel se přihlásilo k římskokatolické církvi, 40 k reformované křesťanské církvi, deset uvedlo křesťanské sbory, sedm k evangelické církvi augsburského vyznání a jeden ke Svědkům Jehovovým. Devět obyvatel bylo bez vyznání a 41 svoji víru neuvedlo. Jeden obyvatel uvedl možnost "jiné".

## Doprava
V Pavlovcích se kříží silnice II/571 se silnicí II/531, která zde začíná.

## Pamětihodnosti
V Pavlovcích se nachází kostel reformované církve, tato klasicistní jednolodní stavba pochází z roku 1786. Věž byla přistavěna dodatečně a je zakončena jehlanovou kupolí. Omítka je hladká s půlkruhově zakončenými okny. Uvnitř se nachází dřevěná protestantská empora nesená vyřezávanými sloupy.
V obci se dále nachází několik památkově chráněných staveb lidové architektury. Jsou to kamenno-cihlové domy s obdélníkovým půdorysem s bohatě dekorovanou fasádou.

## Galerie

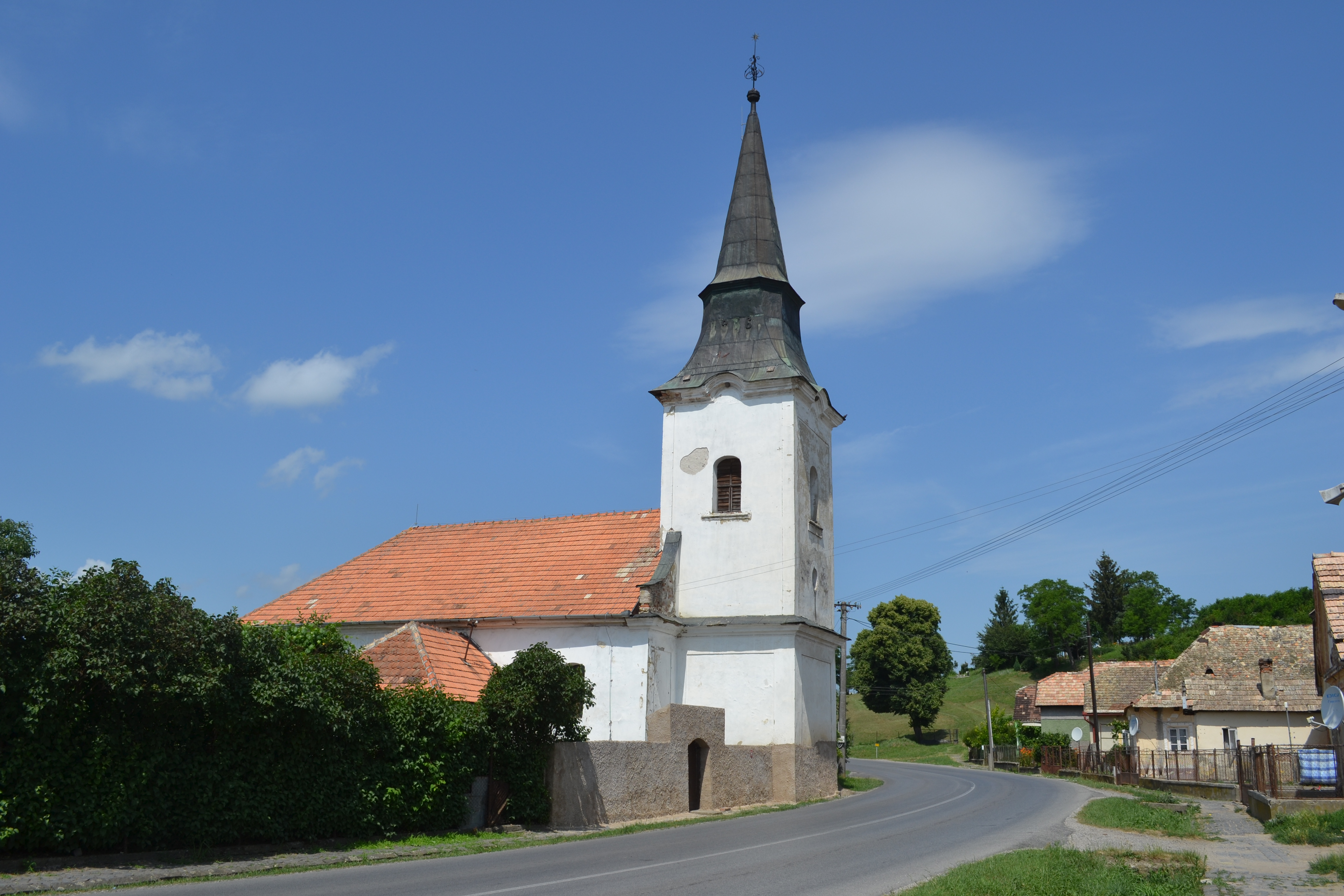
kostel reformované církve
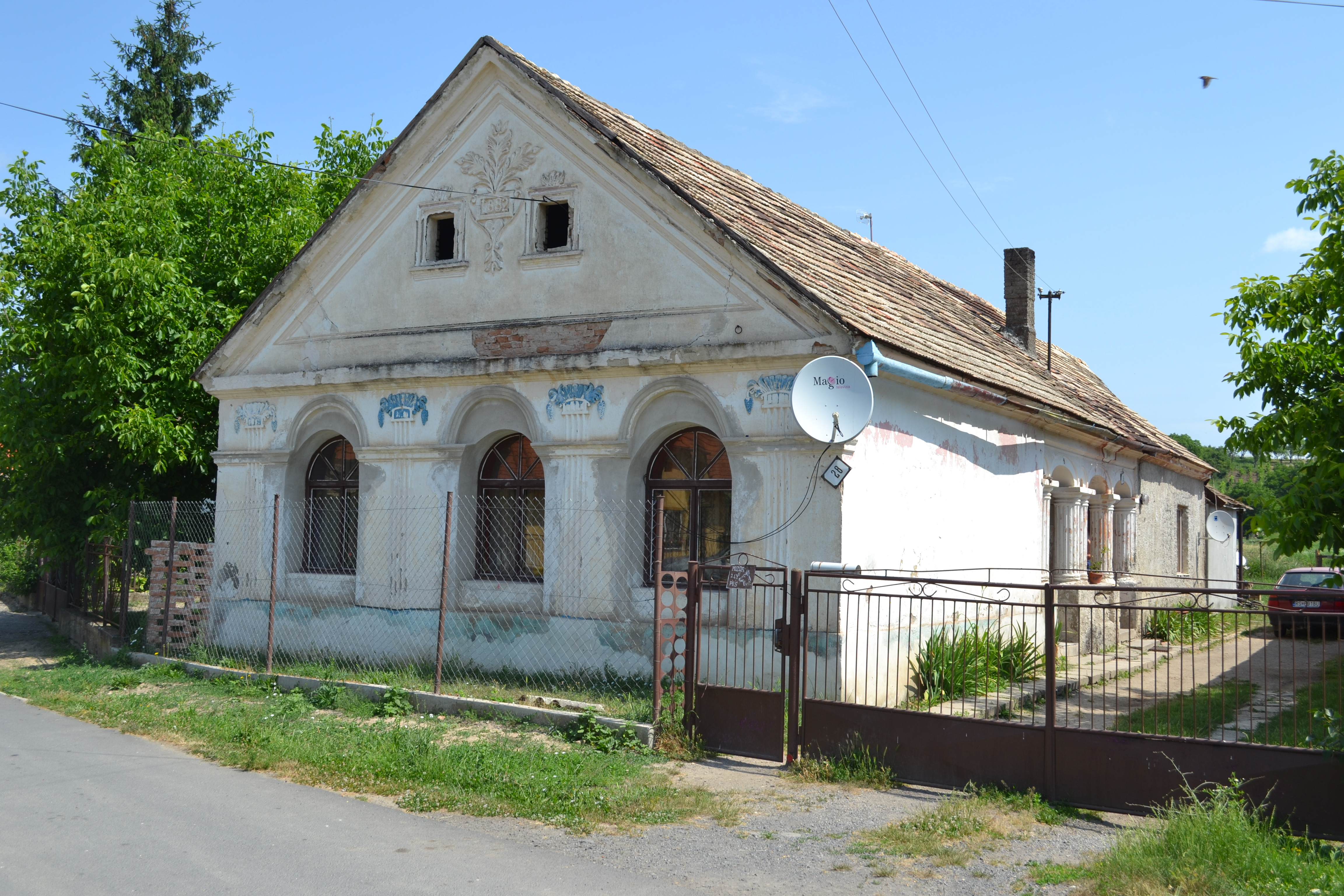
stavby lidové architektury
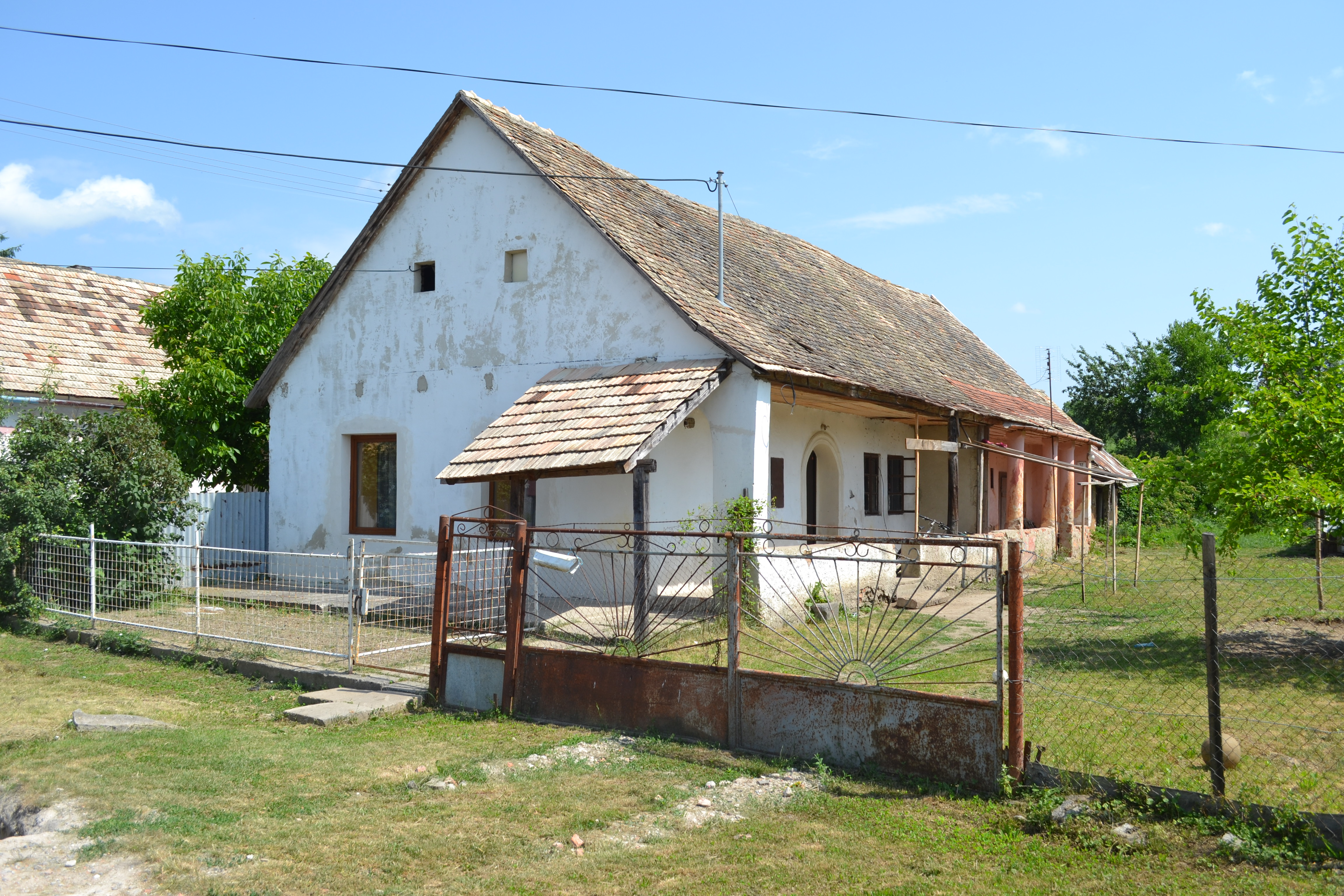
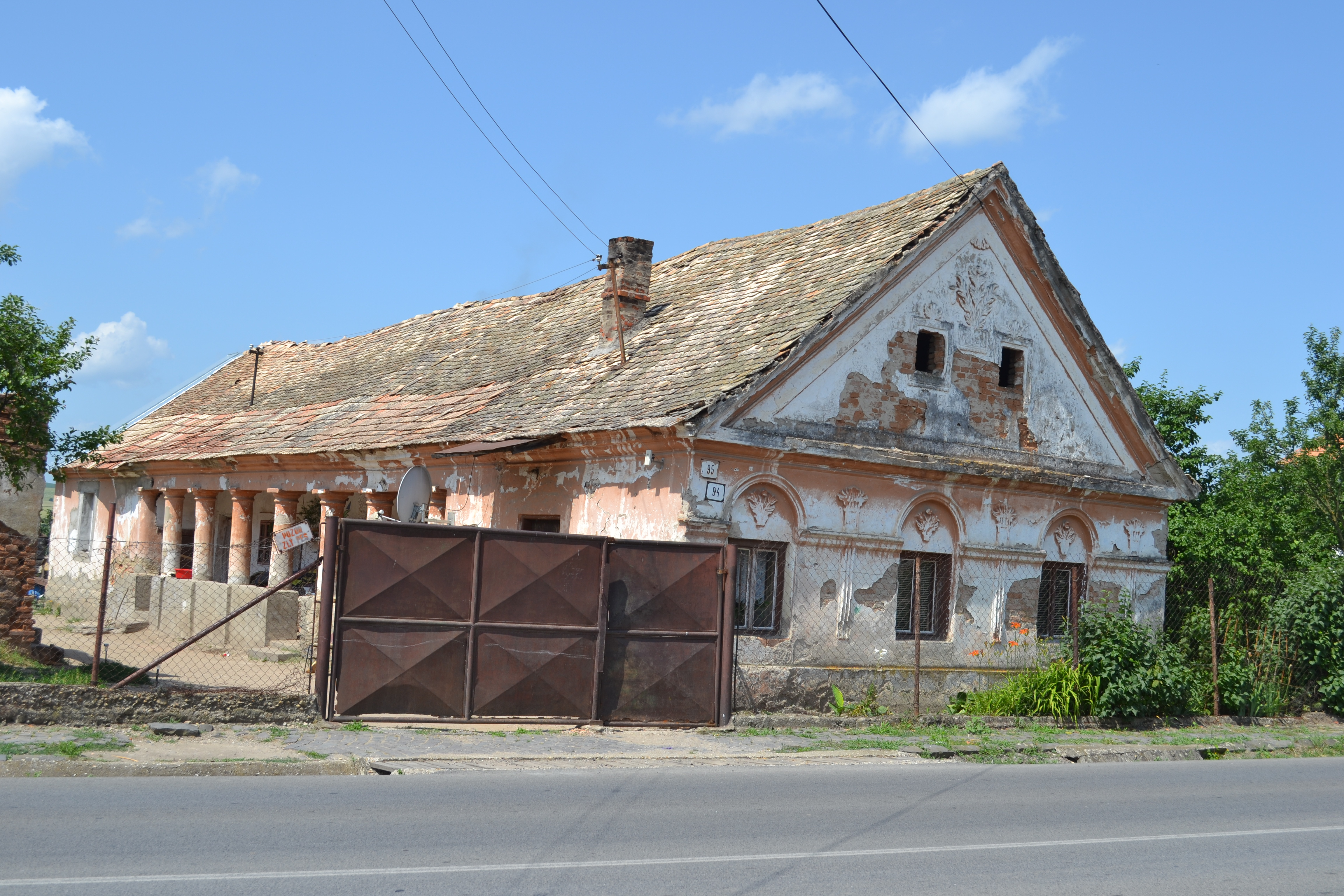
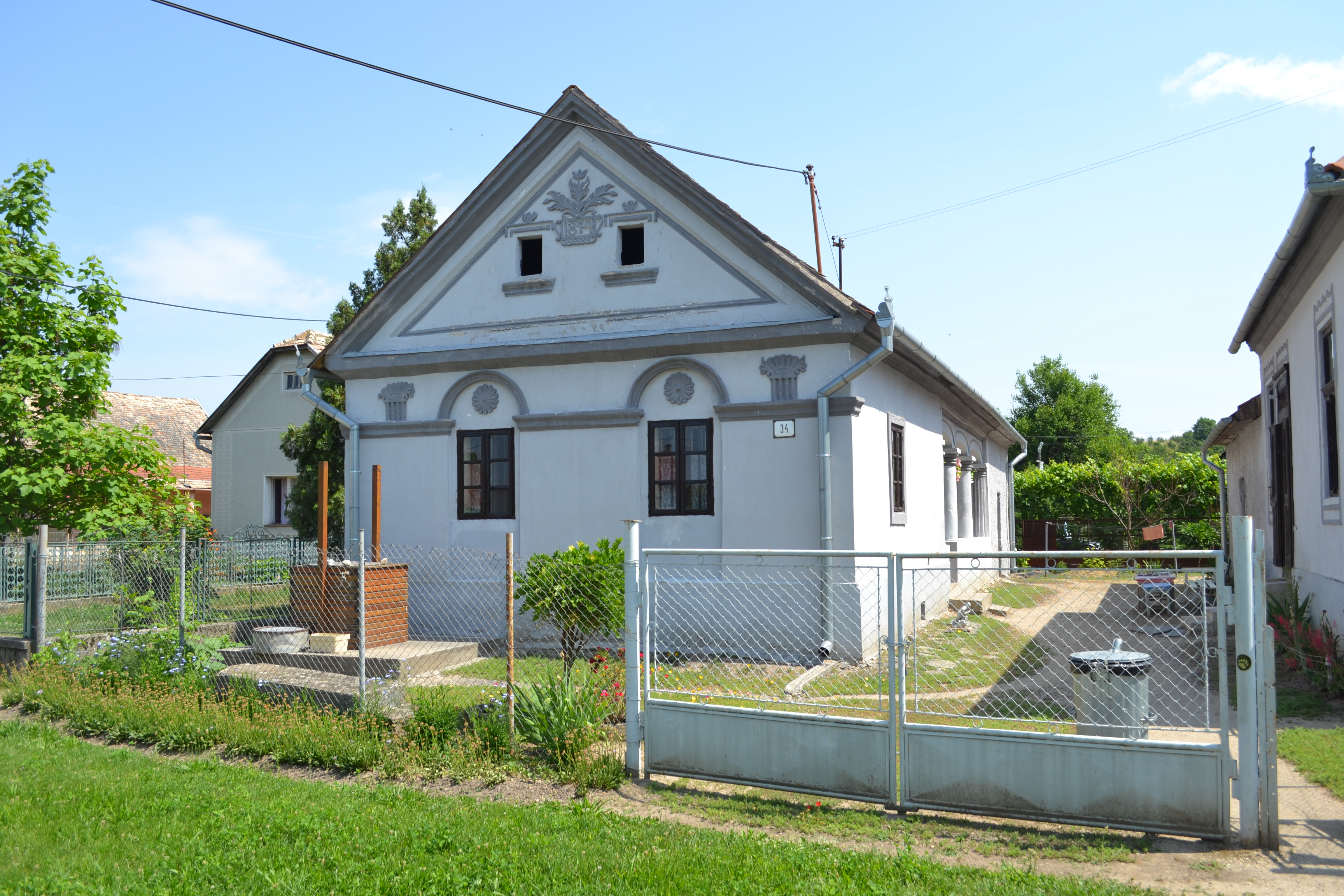
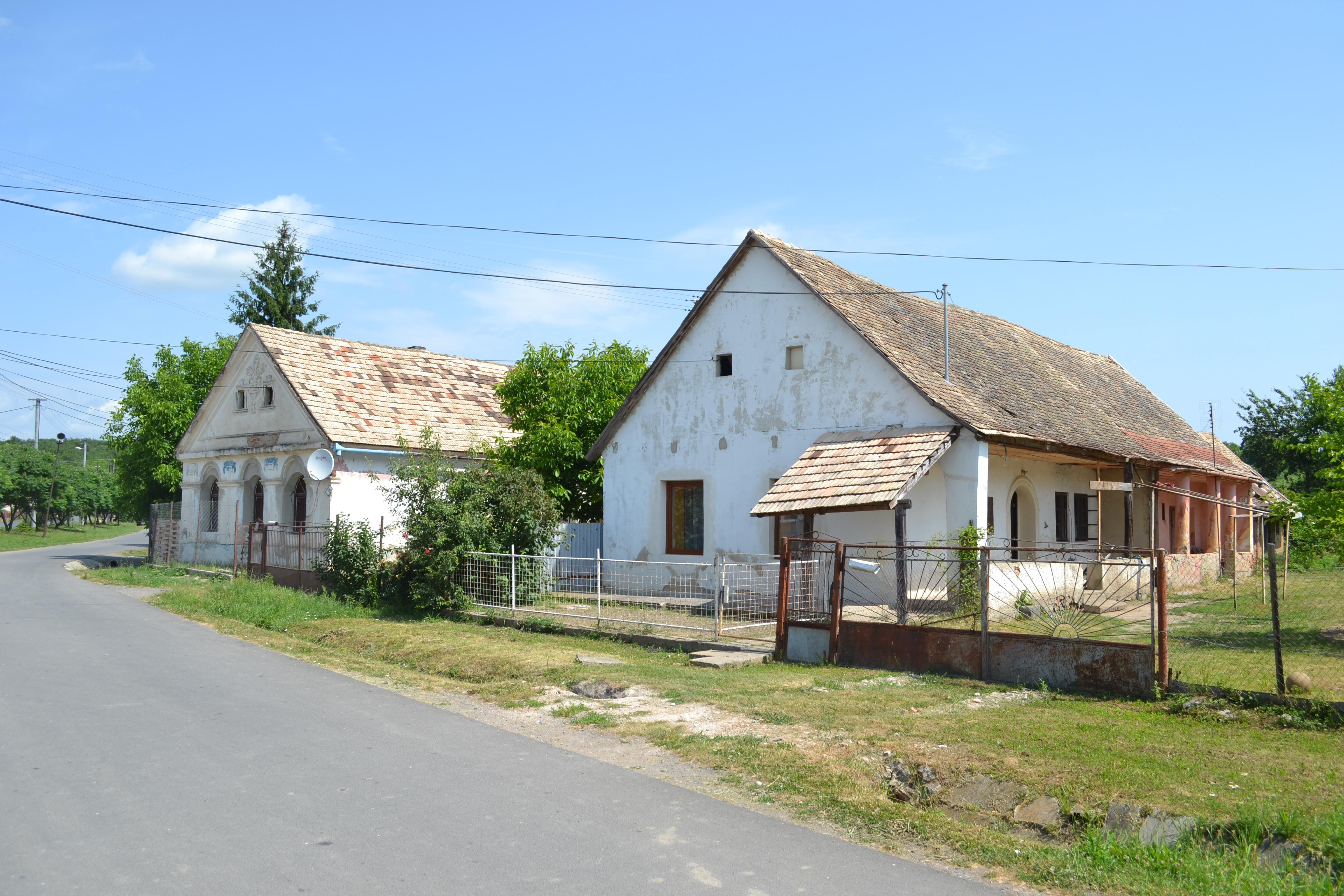